# اسنگیت
Snagit (SnagIt سابق) نرم افزار ضبط صفحه و ضبط صفحه برای ویندوز و macOS است. این توسط TechSmith ایجاد و توسعه یافته است و اولین بار در سال 1990 راه اندازی شد. Snagit در نسخه های انگلیسی، فرانسوی، آلمانی، ژاپنی، پرتغالی و اسپانیایی موجود است.
Snagit عملکرد صفحه چاپ بومی را جایگزین می کند و آن را با ویژگی های اضافی گسترش می دهد.